# Fábrica vieja de muros y fosos

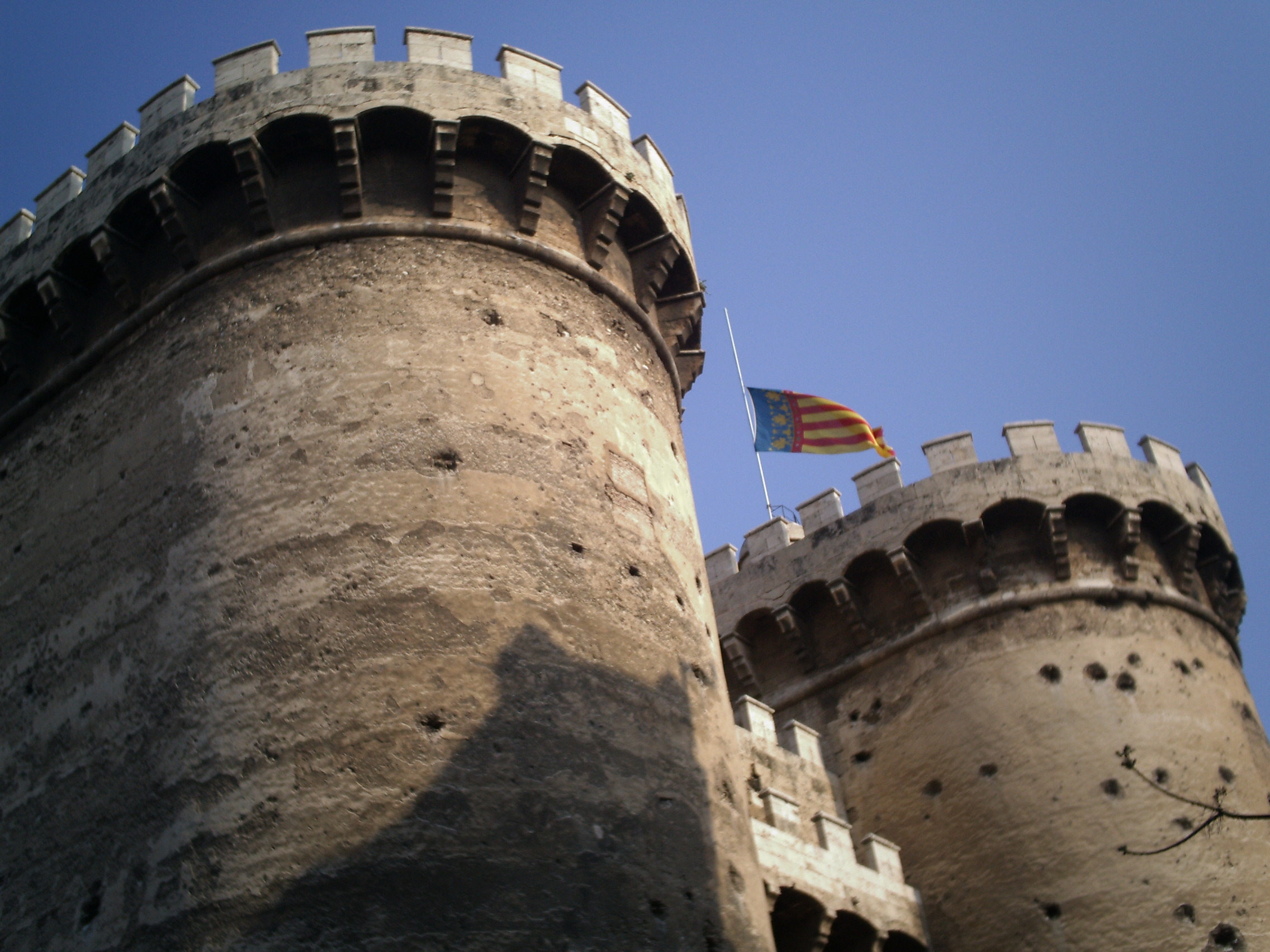
Puerta de Quart.

Conocida como "Fabrica Vella de Murs i Valls, y Nova, dita del Riu" (Fábrica Vieja de Muros y Fosos, y Nueva, del Río), era una institución valenciana encargada de la realización de obras públicas, reparación de las murallas, los fosos, las márgenes del río, así como el cobro de determinados impuestos.

## Origen
El origen de la institución lo encontramos en un privilegio del rey Pedro IV en 1358, si bien hay precedentes desde 1251. Se creó a raíz de una crecida del río Turia, que obligó a realizar mejoras y nuevas obras en algunas infraestructuras dañadas.

## Murs i Valls y otras responsabilidades
- Muros: se encargaba del mantenimiento, reparación y construcción de las murallas, torres y puertas de la ciudad.

- Valls: su responsabilidad eran los canales por donde circulaban las aguas fecales y restos de basuras de todo tipo, aprovechando las aguas de las distintas acequias que recorren la huerta (hoy discurren bajo las calles de la ciudad).

- Caminos y puentes: los caminos y puentes que se encontraban dentro del término municipal también eran de su responsabilidad.

## Financiación
Se financiaba mediante donaciones de los ciudadanos, herencias y otras aportaciones públicas y privadas. Posteriormente mediante el cobro de un impuesto que abonaban los residentes en la ciudad y alquerías del entorno.